# Paul von Zglinicki
Paul von Zglinitzki (* 15. März 1830 in Posen; † 18. Februar 1911 in Dresden) war ein preußischer General der Artillerie.

## Leben

### Herkunft
Paul war Angehöriger derer von Zglinicki, ein Sohn des preußischen Generalmajors Anton von Zglinicki (1775–1843) und dessen Ehefrau Henriette, geborene von Zitzewitz (1794–1861). Sein Bruder Karl (1815–1883) wurde preußischer Generalleutnant.

### Militärkarriere
Zglinitzki besuchte die Kadettenhäuser in Potsdam und Berlin. Anschließend wurde er am 22. April 1847 als charakterisierter Portepeefähnrich der Garde-Artillerie-Brigade der Preußischen Armee überwiesen. Nachdem er das Patent zu seinem Dienstgrad erhalten hatte, absolvierte er von November 1847 bis September 1850 die Vereinigte Artillerie- und Ingenieurschule. Zwischenzeitlich nahm Zglinitzki im März 1848 an der Niederschlagung der Straßenkämpfe in Berlin teil, avancierte zum Sekonedeleutnant und wurde nach Beendigung seiner Ausbildung Ende Oktober 1850 als Artillerieoffizier in die Brigade einrangiert. 1853/57 diente er als Feuerwerksleutnant, stieg Anfang Januar 1858 zum Premierleutnant auf und wurde am 2. Februar unter Stellung à la suite zur 1. Kompanie der kombinierten Festungsartillerie-Abteilung kommandiert. Ende August 1858 stellte man Zglinitzki dem Gouvernement der Festung Mainz zur Verfügung und teilte ihn der k.k. Artilleriedirektion unter Oberst von Kretzer zu. Für seine Tätigkeit erhielt er den Orden der Eisernen Krone III. Klasse. Zglinitzki wurde Anfang Februar 1860 zum Hauptmann befördert und am 17. Juni 1862 zur Generalinspektion der Artillerie versetzt. Als Adjutant diente er den Generalinspekteuren von Hahn und von Hindersin. Mit der Ernennung zum Batteriechef in der 8. Artillerie-Brigade trat Zglinitzki am 16. Januar 1866 in den Truppendienst zurück, nahm im selben Jahr während des Krieges gegen Österreich an den Schlachten bei Münchengrätz sowie Königgrätz teil und erhielt für sein Wirken den Roten Adlerorden IV. Klasse mit Schwertern.
Nach dem Krieg kommandierte man Zglinitzki zunächst zur Dienstleistung beim Prinzen Carl von Preußen. Unter Belassung in dieser Stellung wurde er am 30. Oktober 1866 à la suite des Feldartillerie-Regiments Nr. 8 gestellt und ab Ende Dezember 1866 war er zugleich auch als Mitglied der Artillerie-Prüfungskommission tätig. Mit der Beförderung zum Major erfolgte Mitte Februar 1867 unter weiterer Belassung in seinen Kommando die Versetzung in das Brandenburgische Feldartillerie-Regiment Nr. 3 (General-Feldzeugmeister). Am 18. Februar 1868 wurde Zglinitzki schließlich zum persönlichen Adjutanten des Prinzen ernannt. Diese Stellung verschaffte ihm tiefe Einblicke in die Hofgeschichte und in die Verhältnisse des nachmaligen Kaiserhauses.
Während des Krieges gegen Frankreich nahm Zglinitzki 1870/71 an den Kämpfen bei Gravelotte, Beaumont, Sedan sowie der Belagerung von Paris teil und wurde mit dem Eisernen Kreuz II. Klasse ausgezeichnet. Nach dem Frieden von Frankfurt stieg er Mitte Januar 1872 zum Oberstleutnant auf. Unter Entbindung von seinem Adjutantenverhältnis wurde er am 26. Oktober 1872 zunächst mit der Führung des Großherzoglich Hessischen Artillerie-Korps beauftragt und am 30. November 1872 zum Regimentskommandeur ernannt. In dieser Eigenschaft avancierte Zglinicki Ende September 1874 zum Oberst und sein Regimentschef Großherzog Ludwig III. zeichnete ihn mit dem Komturkreuz II. Klasse des Ordens Philipps des Großmütigen aus. Vom 31. Dezember 1874 bis zum 21. September 1877 war er Kommandeur des 1. Garde-Feldartillerie-Regiments. Anschließend wurde Zglinicki unter Stellung à la suite des Regiments als Kommandeur der 9. Feldartillerie-Brigade nach Altona versetzt und am 12. Juni 1880 zum Generalmajor befördert. Daran schloss sich am 27. September 1883 eine Verwendung als Inspekteur der  1. Feldartillerie-Inspektion in Posen an. Zglinicki wurde am 1. Juni 1885 Generalleutnant und anlässlich des Ordensfestes im Januar 1887 mit dem Stern zum Roten Adlerorden II. Klasse mit Eichenlaub und Schwertern am Ringe ausgezeichnet. In Genehmigung seines Abschiedsgesuches stellte man ihn am 15. Oktober 1888 unter Verleihung des Kronen-Ordens I. Klasse mit der gesetzlichen Pension zur Disposition.
In Würdigung seiner Verdienste verlieh ihm Kaiser Wilhelm II. am 19. September 1891 den Charakter als General der Artillerie.

### Familie
Zglinitzki verheiratet sich am 11. November 1871 in Dresden mit Asta von Uechtritz (1846–1912) aus dem Hause Nieder-Heidersdorf, geschiedene Freifrau von Sztankovics. Aus der Ehe gingen die beiden Söhne Paul (* 1872) und Eberhard (* 1873) sowie die Tochter Asta (* 1875) hervor. Paul heiratet 1907 Helen Maurina Nicholson, die Ehe wurde später wieder geschieden.